# Teresa del Po
Teresa del Po (née le 20 août 1649 à Rome, dans la région de Latium, et morte le 5 août 1713 à Naples) est une graveuse et peintre italienne de la fin du XVIIe siècle et du début du XVIIIe correspondant à la fin de la période baroque.

## Biographie
Elle est la fille de Pietro del Po et la sœur de Giacomo del Po. Elle a peint à l'huile et en miniature, et gravé quelques plaques dans le style de son père,(Susannah et les aînés), d'après Carrache. Elle est devenue un membre de l'Accademia di San Luca à Rome.

## Œuvres

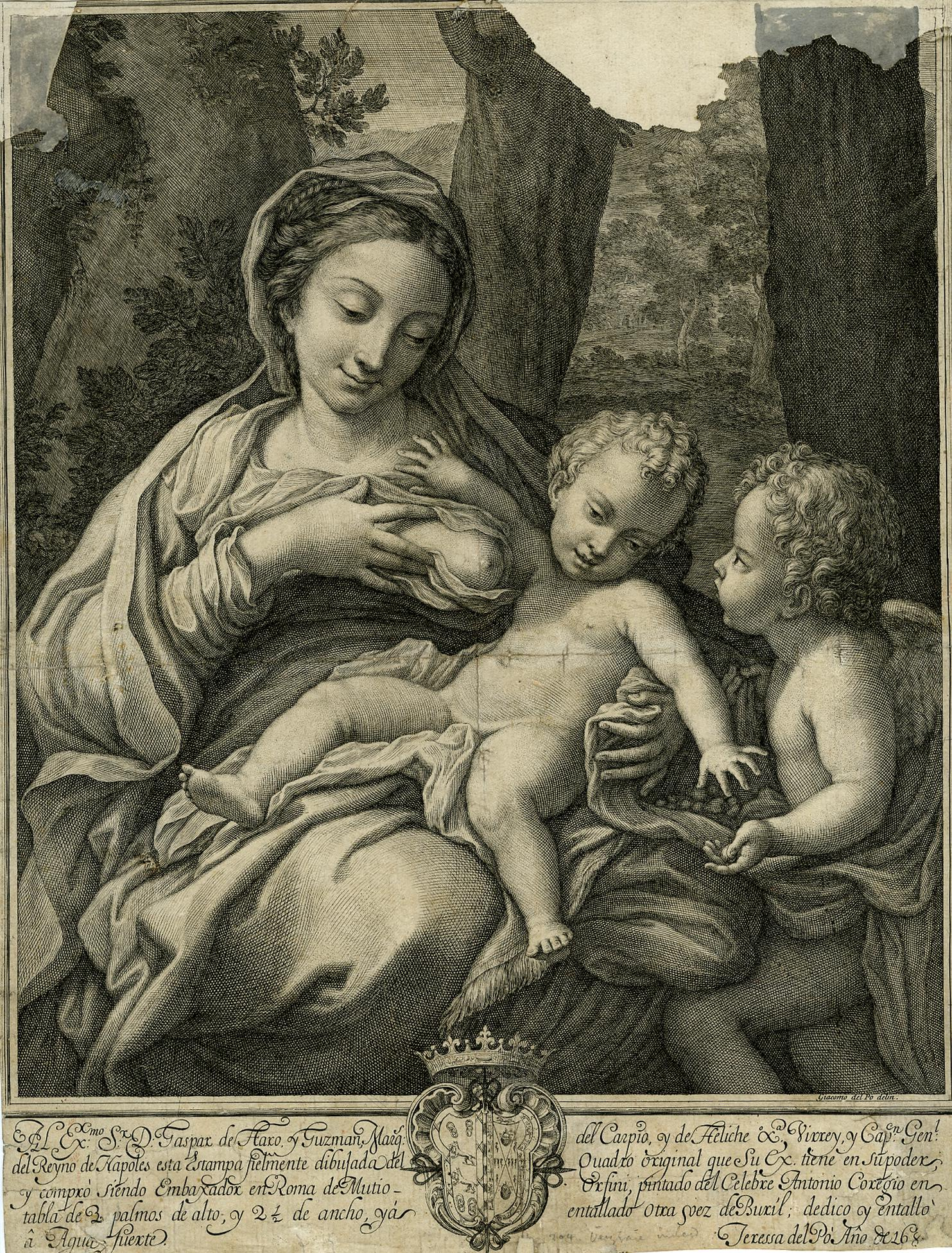
Madonna del Latte (années 1680, British Museum).

- La Sainte Famille et Saint Jean-Baptiste.
- Apparition de la Foi.
- Sainte en prière.